# Nom
Pour les articles homonymes, voir Nom (homonymie).
 (octobre 2015).
Si vous disposez d'ouvrages ou d'articles de référence ou si vous connaissez des sites web de qualité traitant du thème abordé ici, merci de compléter l'article en donnant les références utiles à sa vérifiabilité et en les liant à la section « Notes et références ».

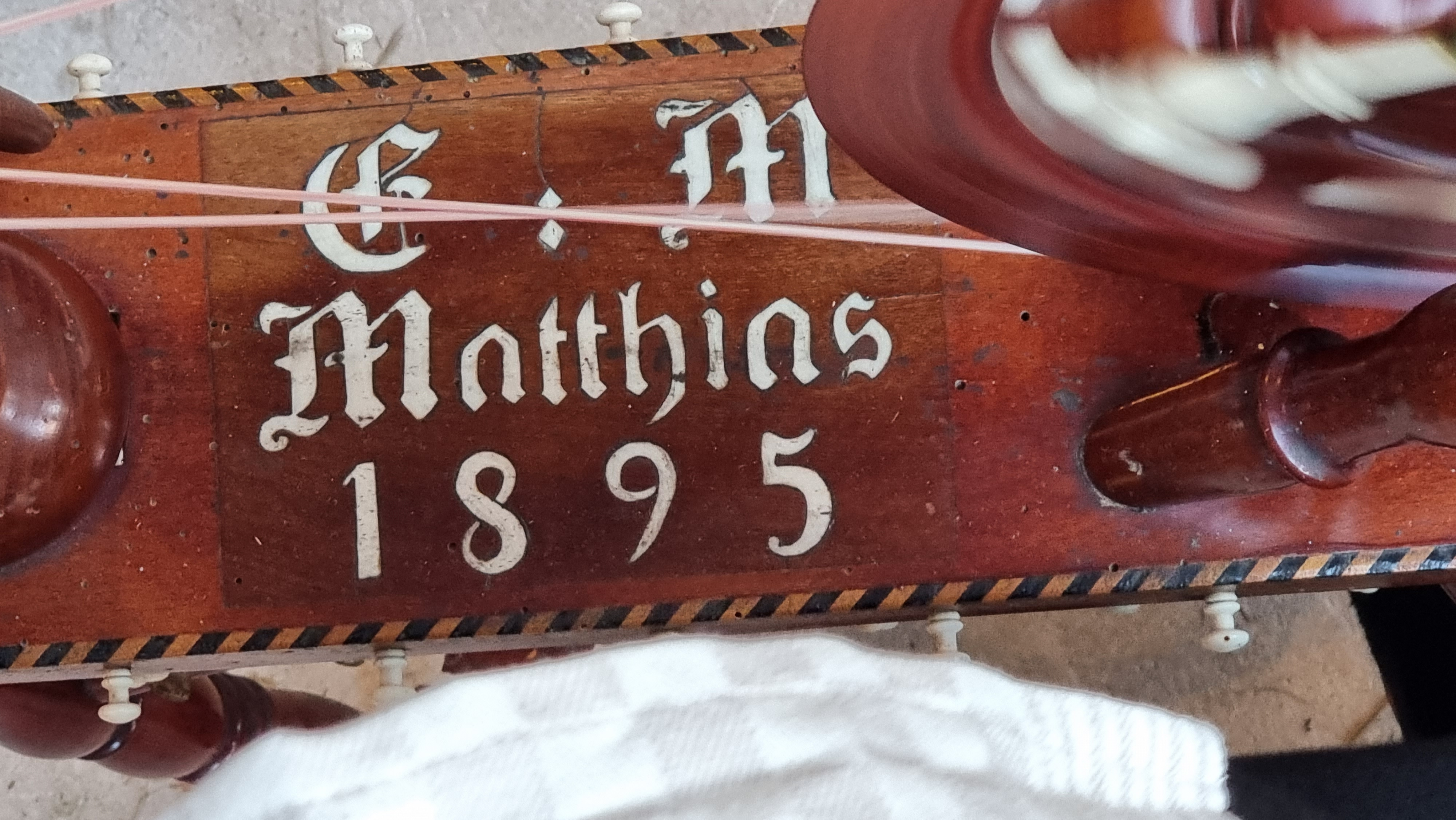
Fauteuil à rouet de l'E. M. Matthias de Rethen, orné d'incrustations courbes probablement en ivoire dans du bois poli et portant le nom du propriétaire de ce dernier.

Le nom est un mot ou un groupe de mots servant à désigner des êtres, des choses et des concepts. Le nom peut ainsi désigner une catégorie de personnes, d'animaux ou de choses, mais aussi de notions, d'actions, ayant des caractéristiques communes, ou, au contraire, désigner un être ou un lieu, voire une chose particulière, auquel cas, il s’agit d’un nom propre. Le nom peut être synonyme d’appellation ou de dénomination, à distinguer du nom, au sens grammatical du terme, qui est synonyme de substantif.

## Structure du nom
Le nom peut être constitué uniquement d’un substantif : route, poire…
Mais il peut également être constitué d’une locution nominale, appelée également syntagme nominal figé, ou lexicalisé, dont le mot principal est un substantif : chemin de fer, café crème, rose pompon, pois chiche, pomme de terre…
Des structures similaires se retrouvent dans les noms propres : Bretagne, Molière, Pays basque, Organisation des Nations unies…
Les noms constitués de plusieurs mots sont parfois réduits, par l’emploi :
- de sigles : « AG » pour assemblée générale, « SNCF » pour Société nationale des chemins de fer ;
- d’acronymes : « NIP » pour numéro d'identification personnel, « Unesco » pour Organisation des Nations unies pour l'éducation, la science et la culture (d’après le nom anglais United Nations Educational, Scientific and Cultural Organization).

## Termes désignant un nom
Des termes précis sont attribués à certaines catégories de noms propres, pour en préciser le champ. Ainsi, il existe, par exemple, un terme pour désigner :
- un nom d’entité géographique : choronyme ;
- un nom de lieu : toponyme ;
- un nom des habitants d’un lieu : gentilé ;
- un nom de peuple : ethnonyme ;
- un nom de langue : glottonyme ou glossonyme ;
- un nom de personne : anthroponyme ;
- un nom d’emprunt d’une personne : pseudonyme (également nom de plume dans le cas d’un auteur, et nom de scène ou nom d’artiste dans le cas d’une personnalité du spectacle) ;
- un nom officieux pour désigner une personne : surnom ;
- un nom de saint : hagionyme ;
- un nom de voie de communication : odonyme ;
- un nom de point d'eau : hydronyme ;
- un nom d’astre : astéronyme.

La liste n’est pas exhaustive. D'autres termes permettent de définir des noms spécifiques, la plupart d’entre eux étant des mots suffixés en -onyme.
Cependant, aucun nom particulier n’est attribué à certaines catégories de noms propres. Il en est ainsi, par exemple, pour le nom d’organisation, l’organisation pouvant être, par exemple, une entreprise, une administration publique, un syndicat, un parti politique, une association, et pour le nom de marque.

## Droit
Certains noms font l’objet d’une règlementation particulière. C’est le cas notamment pour :
- le nom de personne, comme le prénom et le nom de famille, régi par l’État civil, mais dont les règles le régissant varient selon les cultures et les époques, ce nom pouvant changer à chaque génération dans le cas du patronyme ou du matronyme, ou pouvant comprendre le surnom dans le cas du nom romain de l’Antiquité ;
- la dénomination sociale, nom juridique d’une société commerciale ;
- le nom commercial d’une espèce, dans le cadre de sa commercialisation ;
- le nom de marque, pouvant être une marque déposée, et pouvant être labellisée, comme c’est le cas pour l’appellation d’origine contrôlée.

## Informatique
En informatique, les noms sont généralement des identifiants. C’est le cas, par exemple, des noms de domaine.
Il en est de même, dans le domaine de la programmation, pour les noms d'éléments, ces derniers devant notamment respecter des conventions de nommage.
Concernant les données de l’utilisateur, la gestion du contenu des dossiers est effectuée à l’aide d’espaces de noms. Les noms des éléments contenus dans un dossier sont ainsi stockés dans l’espace de noms correspondant.

## Sciences
Dans le domaine des sciences, les noms peuvent être régis par des conventions de nommage et être liés à une nomenclature. Il est ainsi question :
- en astronomie, de nomenclature planétaire ;
- en chimie, de nomenclature systématique.

En biologie, le nommage des organismes vivants est lié à la taxonomie, domaine dans lequel s’inscrit la nomenclature. Dans le cas du français, les noms d’espèces peuvent être classés ainsi :
| noms communs    | noms français | noms vernaculaires |
| noms techniques | noms français | noms vulgaires     |
| noms techniques | noms latins   | noms scientifiques |

À noter que « nom commun » signifie ici  « nom courant » et a un sens bien distinct la notion grammaticale de même nom. Le sens donné à « nom commun », à « nom vernaculaire » et à « nom vulgaire » varie toutefois selon les sources (voir les articles correspondants). Les noms scientifiques, quant à eux, sont des noms binominaux, constitués d’un nom générique, correspondant au genre, et d’une épithète spécifique, précisant l’espèce, ou des noms trinominaux, comportant en plus un terme infraspécifique.

## Économie
En économie, la création de noms constitue une activité spécialisée, appelée naming.
Les entreprises possèdent plusieurs types de noms : une dénomination sociale, dénomination juridique de la société commerciale, et un nom commercial, nom sous lequel l’activité de l'entreprise est connue du public. Ces deux noms ne sont pas nécessairement identiques.
On parle également de « nom commercial », ou « appellation commerciale », « dénomination commerciale » ou encore « dénomination de vente », pour nommer une espèce dans le cadre de sa commercialisation.

## Création lexicale
Les noms constituent une des sources de création du lexique d’une langue. Plusieurs procédés peuvent être employés.
La dérivation, à partir
- d’un nom : « makhnoviste » d’après Makhno (Nestor Ivanovitch Makhno) ;
- d’une base composée d’après les termes d’un nom : « costarmoricain » d’après Côte et Armor (Côtes-d'Armor) ;
- d’un des termes d’un nom : « ivoirien » de Ivoire (Côte d'Ivoire) ;
- d’un acronyme : « onusien » de Onu (Organisation des Nations unies) ;
- d’un sigle : « cégétiste » de CGT (Confédération générale du travail).

La lexicalisation, qui peut concerner un nom propre employé par antonomase (cas particulier de métaphore et de catachrèse), mais aussi un acronyme ou un sigle, ainsi, par exemple, à partir 
- d’un nom de personne : « barème » de Barrême (François-Bertrand Barrême, mathématicien), « mécène » (Mécène, général romain de l’empereur Auguste), « poubelle » (Eugène-René Poubelle, préfet de la Seine sous la Troisième République), « silhouette » (Étienne de Silhouette, contrôleur général des finances de Louis XV) ;
- d’un nom de personnage d’œuvre artistique : « pantalon » de Pantaleone (prénom d’un personnage de la Commedia dell'arte) ;
- d’un nom mythologique : « atlas » (Atlas, un Titan de la mythologie grecque), « égérie » (Égérie, une nymphe de la mythologie romaine), « mégère » (Mégère, une des trois Furies de la mythologie romaine), « mentor » (Mentor, précepteur de Télémaque dans la mythologie grecque) ;
- d’un nom de peuple : « vandale » (Vandales, peuple germanique qui envahit l'Empire romain au Ve siècle) ;
- d’un nom de marque : « coton-tige », « durite » (Durit), « fax », « klaxon », « pédalo » ;
- d’un acronyme : « ovni » (Objet volant non identifié) ;
- d’un sigle : « bédé » pour BD (bande dessinée).

L’univerbation : « pivert » de pic vert.
Lorsque le mot d’origine est un nom propre, le mot produit est appelé onomastisme.